# Teasmade

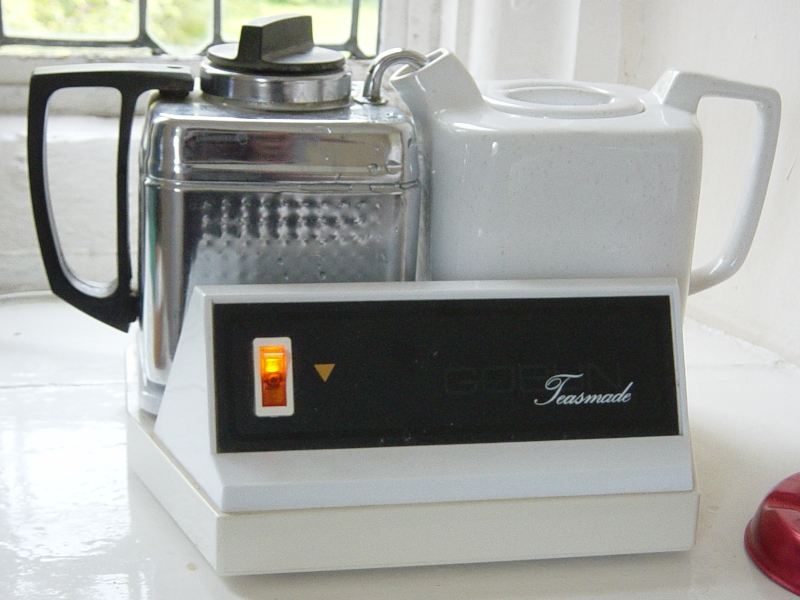
Un Teasmade de Goblin.

Un teasmade es una máquina para hacer té automáticamente, que alguna vez fue común en el Reino Unido y algunos países de la Mancomunidad de Naciones. Los teasmades generalmente incluyen un reloj despertador analógico y están diseñados para usarse junto a la cama, para garantizar que el té esté listo a primera hora de la mañana. Aunque existían versiones rudimentarias en la época victoriana, solo se volvieron prácticas con la disponibilidad de versiones eléctricas en la década de 1930. Alcanzaron su pico de popularidad en las décadas de 1960 y 1970. Desde entonces, su uso ha disminuido, pero ahora disfrutan de un resurgimiento, en parte como una novedad retro.
El nombre teasmade es un ejemplo de vulgarización de marca, ya que ahora se usa comúnmente para referirse a cualquier aparato automático para preparar té.

## Historia
El 19 de septiembre de 1891, Charles Maynard Walker de Dulwich publicó detalles de un "Early Riser's Friend" (en español: "Amigo de los madrugadores") en la revista Work. El artículo era detallado e incluía ilustraciones, pero la tetera nunca fue patentada.
El 17 de diciembre de 1891, Samuel Rowbottom, de 82 Abbey Road, Derby, solicitó una patente para su aparato automático para hacer té, y la patente se concedió en 1892. Utilizaba un reloj despertador, un anillo de gas y una luz piloto. Existe una fotografía de Rowbottom mostrando su tetera automática en un puesto de exhibición. Aunque no hay evidencia de que haya producido comercialmente su tetera, el concepto que inventó de usar el vapor del agua hirviendo para forzar el agua a través de un tubo hacia la tetera todavía se usa hoy en día.
Una tetera fue inventada por Albert E. Richardson, un tornero y ajustador de hierro de Ashton-under-Lyne. La máquina y todos los derechos sobre ella fueron comprados a Richardson por el armero de Birmingham Frank Clarke, por una suma no revelada. El 7 de abril de 1902, Clarke registró una patente para esta tetera. Lo llamó "An Apparatus Whereby a Cup of Tea or Coffee is Automatically Made" ("Un aparato mediante el cual se hace automáticamente una taza de té o café") y luego se comercializó como "A Clock That Makes Tea!" ("¡Un reloj que hace té!").
El 2 de mayo de 1932, George Absolom presentó una solicitud de patente para su invento, una tetera automática eléctrica. La patente (número 400672) se aprobó el 2 de noviembre de 1933. Esta invención se fabricó y comercializó como "Teesmade".
La palabra "teesmade" fue iniciada por Absolom y es anterior al uso de la palabra "teasmade" por unos cuatro años. Solicitó un Diseño Registrado usando el nombre Teesmade, pero la Oficina de Patentes no lo aceptó con el argumento de que la unidad no se fabricó en el río Tees y que esto podría confundir al público. Las marcas con referencias geográficas no estaban permitidas en ese momento, y de hecho el gobierno aprobó una legislación para prohibirlas en 1938 (esta legislación se ha relajado desde entonces). Aunque el nombre no pudo protegerse formalmente, desde 1932 Absolom continuó comercializando el objeto como Teesmade Co. y Goblin no estaba en posición de objetar, ya que el nombre tenía la ventaja indiscutible de un uso anterior.[cita requerida]
Una tetera eléctrica similar fue patentada por William Hermann Brenner Thornton en asociación con Goblin en 1933, poco después de la patente de Absolom. Posteriormente, Brenner vendió la patente (414.088 1934) a British Vacuum Cleaner and Engineering Co. Ltd., que la comercializó con el nombre de Goblin Teasmade. Esta fue una de las primeras teteras automáticas comerciales exitosas.

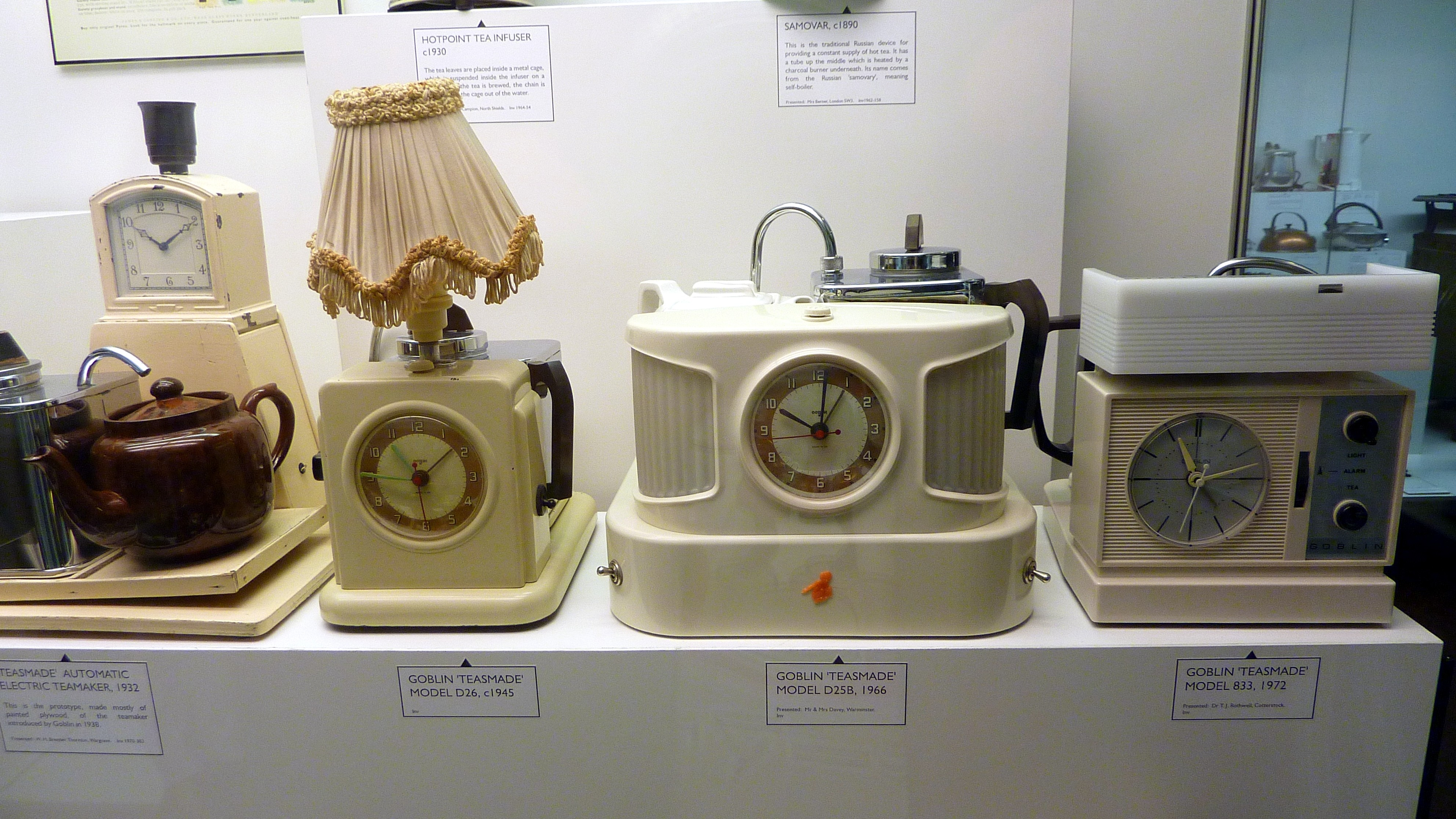
Teasmades de Goblin en el Museo de Ciencias: de izquierda a derecha, un prototipo de 1932, y modelos producidos en 1945, 1966 y 1972.

El siguiente modelo de Goblin, también inventado por Thornton, fue patentado en 1934 y se fabricó a partir de 1936. Esta fue la primera tetera vendida con el nombre de "Teasmade". Un boceto de patente de 1934 muestra las características esenciales: una caldera con un tubo que conducía a una tetera se calentaba mediante un elemento eléctrico activado por un reloj despertador. La caldera se asentaba sobre una almohadilla accionada por resorte con un interruptor, de modo que cuando la presión del vapor empujaba el agua hirviendo hacia la olla, se permitía que la almohadilla se elevara y cortaba la energía del elemento.

### Titularidad de la marca
En la década de 1970, Birmingham Sound Reproducers (BSR) adquirió Goblin y, en algún momento, la marca Teasmade pasó de Goblin a Swan Housewares Limited, otra subsidiaria de BSR. Los archivos de la Oficina de Propiedad Intelectual muestran que la marca pasó en 1991 de Swan a Moulinex, que había comprado Swan y otras marcas de BSR, y luego a Littlewoods Retail Limited en 2001 tras el colapso de Moulinex. Littlewoods se fusionó con Shop Direct Group en 2005 y cambió su nombre a The Very Group en 2019; a partir de 2020, el propietario de la marca registrada es Littlewoods Limited.

## Producción

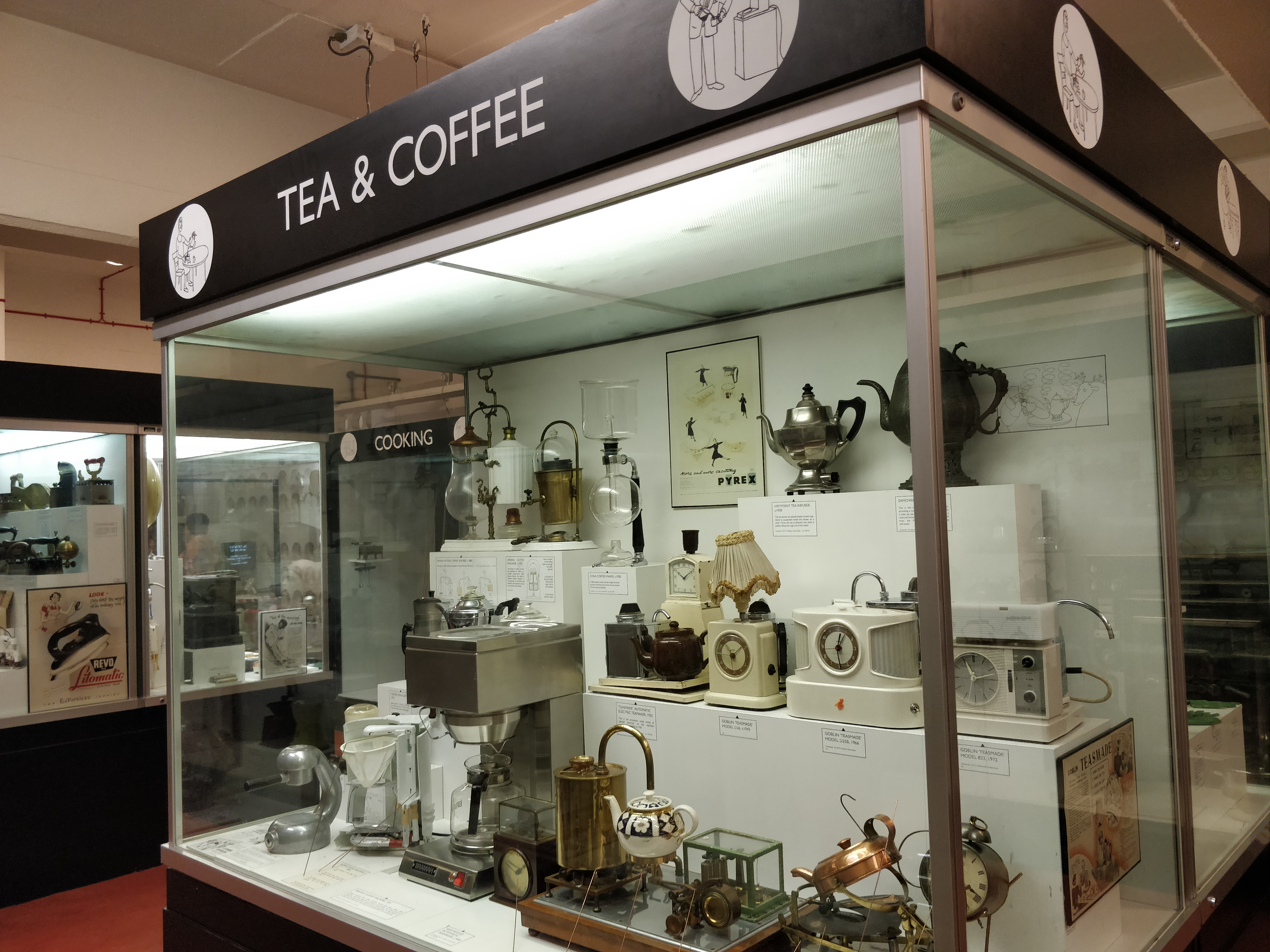
Teasmades y otras máquinas de té en el Museo de Ciencias de Londres en 2019.

El Swan Teasmade D01 fabricado por RBC electronics ya no está en producción. La serie Swan Teasmade STM ha sido fabricada en China por Swan Products desde octubre de 2009 y se vende en muchos minoristas del Reino Unido, incluidos John Lewis y Tesco Direct. Hay varias versiones que incluyen modelos en color blanco, crema y estilo retro.
La tetera automática Breville Wake Cup ha sido fabricada por Breville UK desde 2012.
Las ventas de Micromark Tea Express cesaron en el Reino Unido cuando la empresa matriz de Micromark, BDC, entró en administración en noviembre de 2008.

## Colecciones
La colección más grande conocida de teasmades es de 172 ejemplos propiedad de Sheridan Parsons en Royal Wootton Bassett.